# Nowogród (gemeente)
De gemeente Nowogród is een stad- en landgemeente in het Poolse woiwodschap Podlachië, in powiat Łomżyński.
De zetel van de gemeente is in Nowogród.
Op 30 juni 2004 telde de gemeente 3974 inwoners.

## Oppervlakte gegevens
In 2002 bedroeg de totale oppervlakte van gemeente Nowogród 100,98 km², waarvan:
- agrarisch gebied: 68%
- bossen: 21%

De gemeente beslaat 7,46% van de totale oppervlakte van de powiat.

## Demografie
Stand op 30 juni 2004:
| Omschrijving                   | Totaal | Totaal | Vrouwen | Vrouwen | Mannen | Mannen |
| ------------------------------ | ------ | ------ | ------- | ------- | ------ | ------ |
| eenheid                        | aantal | %      | aantal  | %       | aantal | %      |
| inwoners                       | 3974   | 100    | 2004    | 50,4    | 1970   | 49,6   |
| bevolkingsdichtheid (inw./km²) | 39,4   | 39,4   | 19,8    | 19,8    | 19,5   | 19,5   |

In 2002 bedroeg het gemiddelde inkomen per inwoner 1348,6 zł.

## Administratieve plaatsen (sołectwo)
Baliki, Ptaki, Chmielewo, Dzierzgi, Grądy, Grzymały, Jankowo-Młodzianowo, Jankowo-Skarbowo, Kupnina, Mątwica (sołectwa: Mątwica I en Mątwica II), Morgowniki, Serwatki, Sulimy, Sławiec-Dwór, Sławiec, Szablak.

## Aangrenzende gemeenten
Łomża, Mały Płock, Miastkowo, Zbójna